# Apeadeiro de Vila Pouca do Campo
O Apeadeiro de Vila Pouca do Campo é uma interface da Linha do Norte, que serve a localidade de Vila Pouca do Campo, no concelho de Coimbra, em Portugal.

## Descrição

### Localização e acessos
Esta interface está situada junto à localidade de Vila Pouca do Campo, possuindo acesso pela Rua do Apeadeiro.

### Infraestrutura
Como apeadeiro numa linha de via dupla, esta interface apresenta-se nas duas vias de circulação (I e II) cada uma acessível por plataforma — ambas com de 130 m de comprimento e 60 cm de altura.

### Serviços
Em dados de 2022, esta interface é servida por comboios de passageiros da C.P. de tipo suburbano, com quinze circulações diárias em cada sentido, entre Coimbra e Figueira da Foz; não efetuam paragem os comboios de tipo regional que aqui circulam, nem os de restantes tipologias mais rápidas.

## História
Este apeadeiro situa-se entre as estações de Soure e Taveiro, que entrou ao serviço em 7 de Julho de 1864, pela Companhia Real dos Caminhos de Ferro Portugueses. No entanto, não fazia parte originalmente deste troço, tendo entrado ao serviço em 8 de Abril de 1934, apenas para serviço de passageiros, sem bagagens, estando então situado no PK 208+550 da Linha do Norte.